# جبريل لافي
جبريل لافي (بالألمانية: Gabriel Levy)‏ هو منتج أفلام ألماني، ولد في 26 مايو 1881 في ماينتس في ألمانيا، وتوفي في 26 مارس 1965 في أمستردام في هولندا.

## وصلات خارجية
- جبريل لافي على موقع IMDb (الإنجليزية)
- جبريل لافي على موقع قاعدة بيانات الفيلم (الإنجليزية)
- جبريل لافي على موقع كينوبويسك (الروسية)